# Paranapanema
Rio Paranapanema – rzeka przepływająca przez południową Brazylię. Jest lewym dopływem Parany. Swoje źródła ma górskim paśmie Serra Paranapiacaba. Długość rzeki wynosi około 900 km. Tworzy liczne bystrza i wodospady.